# Else Kiaer
Else Kiaer, från 1934 gift Forsenius, född 28 november 1907 i Malmö Sankt Pauli församling,, död 25 april 1971 i Härlanda församling, Göteborg, var en svensk friidrottare, som 1930 och 1932 blev svensk mästare i spjutkastning. Vid 39 års ålder 1947 tog hon silver vid SM i samma gren. Hon tävlade för IFK Malmö. 
Hon är gravsatt under namnet Elsa Forsenius tillsammans med sin man på Västra kyrkogården, Göteborg.